# Casinaria matsuyamensis
Casinaria matsuyamensis là một loài tò vò trong họ Ichneumonidae.